# 王瀅絜
王瀅絜，二胡演奏家，出生於台灣台北，雲樹雅集團長，曾任臺北市立國樂團二胡首席，目前擔任於臺灣藝術大學兼任講師及中國文化大學兼任助理教授。畢業於中國文化大學藝術研究所音樂組。

## 重要演出紀錄
- 2012年9月於南京紫金大劇院演出盧亮輝作品，江蘇省演藝集團民族樂團協奏。
- 2012年8月參加新竹市青年國樂團廣東巡演，擔任《燕子》獨奏，於廣東深圳音樂廳及佛山市順德演藝中心演出。
- 2012年5月於法國參加MAS系列現代音樂會，於巴黎、里昂等地演出。
- 2012年3月於台北市中山堂光復廳舉行【浮生若夢---王瀅絜二胡獨奏會】。
- 2011年12月於台北市中山堂參加由台北市立國樂團製作，王嘉明導演之【國樂情人夢】，擔任劇中〝小P〞一角。
- 2011年11月於台北市中山堂演出《悲歌》（悲歌江河水），台北市立國樂團協奏。
- 2011年9月於台北兩廳院國家音樂廳演出《第三二胡狂想曲》，台北簪纓國樂團協奏。
- 2011年7月於德國雷根斯堡演出《紅梅隨想曲》，雷根斯堡愛樂管絃樂團協奏。
- 2009年8月於台北新舞台參加由台北市立國樂團與雲門舞集2合作演出之台北藝術節節目【跳Tone！】，擔任鄭宗龍舞作《樂》之二胡獨奏。
- 2009年4月於台北新舞台演出《貴妃情》及《第三二胡狂想曲》，台北簪纓國樂團協奏。
- 2008年3月於台北兩廳院國家演奏廳舉行【二胡現代風華---王瀅絜二胡獨奏會】。
- 2007年7月於金門文化局演藝廳舉行【華麗的弦舞---王瀅絜、徐瑩燕聯合音樂會】，並於台中中興堂及台北國家音樂廳演出《長城隨想》二胡協奏曲，台北簪纓國樂團暨金門國樂團協奏。
- 2006年7月於台北市中山堂演出《追夢京華》二胡協奏曲，台北簪纓國樂團暨金門青少年國樂團協奏。
- 2005年3月於台北市中山堂演出《梁祝》雙胡協奏曲，台北市立國樂團協奏。
- 2004年再度獲選兩廳院【樂壇新秀】，3月於台北國家音樂廳演出《天山風情》及《卡門幻想曲》，台灣國家國樂團協奏。並於台北兩廳院國家演奏廳、台中縣立文化中心、高雄市音樂館舉行三場個人獨奏會。
- 2003年10月於台北市中山堂擔任【2003文建會民族音樂創作獎－二胡協奏曲組之決賽音樂會】之《金絲雨》二胡獨奏，台北市立國樂團協奏。
- 2003年6月於台北市中山堂演出《烏蘇里吟》雙二胡協奏曲，台北市立國樂團青年國樂團協奏。
- 2002年6月於台北兩廳院實驗劇場舉行【二胡演奏藝術之多元風貌---王瀅絜二胡獨奏會】。
- 2001年獲選兩廳院【樂壇新秀】，11月於台北兩廳院國家演奏廳舉行【沉凝之弦、靈動之管---王瀅絜、繆儀琳聯合音樂會】。
- 2000年4月於台北市新舞台演出《卡門幻想曲》，台北市立國樂團青年國樂團協奏。
- 1999年入選【中國文化大學國樂新秀】，11月於台北兩廳院國家演奏廳演出《第一二胡狂想曲》。
- 1998年3月於台北市社教館演出《弦韻III》，台北市立國樂團青年國樂團協奏。
- 1996年4月於台北市社教館演出《紅梅隨想曲》，光仁中學管弦樂團協奏。
- 1996年3月於台北市社教館演出《秋韻》二胡協奏曲，台北市立國樂團青年國樂團協奏。
- 1995年於台北市南海路藝術館演奏廳舉行二胡與笙的聯合獨奏會【仲夏夜之夢】。